# Helige Frälsarens kyrka
Helige Frälsarens kyrka (kroatiska: Crkva svetog Spasa) är en romersk-katolsk kyrka i Dubrovnik i Kroatien. Kyrkan uppfördes 1520-1528 efter ett beslut av senaten i den forna republiken Dubrovnik och är en av stadens sevärdheter. Kyrkan ligger inklämd mellan stadsmuren, franciskanklostret och Onofrios stora fontän vid Pasko Miličevićs torg i Gamla stan. 

## Historia
Staden Dubrovnik drabbades av en jordbävning den 17 maj 1520 i vilken tjugo personer omkom. De materiella skadorna på flera byggnader var omfattade och invånarna fasade att berget Srđ skulle falla ner över staden. I tacksamhet för att detta inte skedde lät senaten uppföra Helige Frälsarens kyrka. Kyrkan skadades inte nämnvärt vid den mycket starkare jordbävningen som drabbade staden den 6 april 1667.

## Arkitektur
Kyrkan är byggd i venetiansk-dalmatisk renässansstil och uppförd enligt ritningar av den korčulanske byggherren Petar Andrijić. Den anses vara den första byggnaden i Dubrovnik som i sin helhet uppfördes i renässansstil. Den dominerande stilen i staden fram till jordbävningen 1520 hade varit gotiken. Kyrkan har en gavel i formen av ett fyrklöver vilket är karaktäristiskt för kyrkor på den östra adriatiska kusten.